# Ar Vro
 (signalé en juillet 2025).
Si vous disposez d'ouvrages ou d'articles de référence ou si vous connaissez des sites web de qualité traitant du thème abordé ici, merci de compléter l'article en donnant les références utiles à sa vérifiabilité et en les liant à la section « Notes et références ».
- Archive Wikiwix
- Bing
- Cairn
- DuckDuckGo
- E. Universalis
- Gallica
- Google
- G. Books
- G. News
- G. Scholar
- Persée
- Qwant
- (zh) Baidu
- (ru) Yandex
- (wd) trouver des œuvres sur Wikidata

Ar Vro est une revue bretonne bimestrielle, proche du mouvement autonomiste breton, rédigée essentiellement en français et publiée de 1954 à 1974. 

## Historique
Créée par Pierre Lemoine en 1954, sa direction est prise à Pâques 1959 par Per Denez, Guy Étienne, et Ronan Huon. La date de création est choisie en souvenir de l’insurrection de Pâques 1916. Cette revue reprend le nom d’une revue précédemment parue de 1904 à 1914, avant la Première Guerre mondiale.
On y retrouve certaines signatures[réf. nécessaire] correspondant à des organisateurs du PNB et de la Bezen Perrot, des anciens de Breiz Atao et de Stur. On y retrouve les thèmes de Breiz Atao[pas clair] développés au nom de l’anticolonialisme et des minorités opprimées : autonomisme, panceltisme, séparatisme, liens avec les minorités ethniques d’Europe, polémiques avec Ar Falz. On y retrouve ensuite les signatures de Xavier Grall, Glenmor, et Gwenc’hlan Le Scouëzec apportant un virage vers le mysticisme.

## Quelques rédacteurs
- Morvan Lebesque, Pierre Denis, Pierre Lemoine, Guy Étienne, Meavenn, Jean Chanteau, Olier Mordrel, Alain Guel, Yann Kerlann